# Salaciopsis megaphylla
Salaciopsis megaphylla är en benvedsväxtart som först beskrevs av Poisson och André Guillaumin, och fick sitt nu gällande namn av Ludwig Eduard Theodor Loesener. Salaciopsis megaphylla ingår i släktet Salaciopsis och familjen Celastraceae. Inga underarter finns listade.